# Appias
Appias är ett släkte av fjärilar. Appias ingår i familjen vitfjärilar.

## Bildgalleri

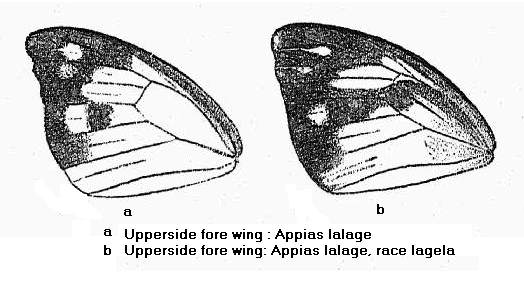
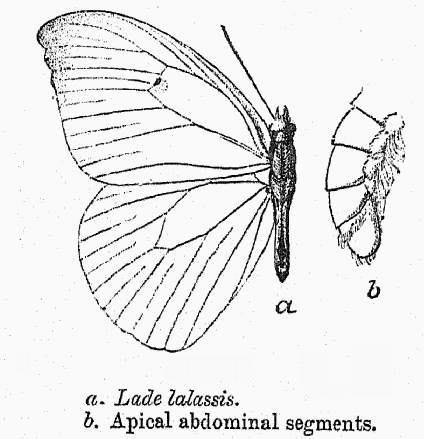
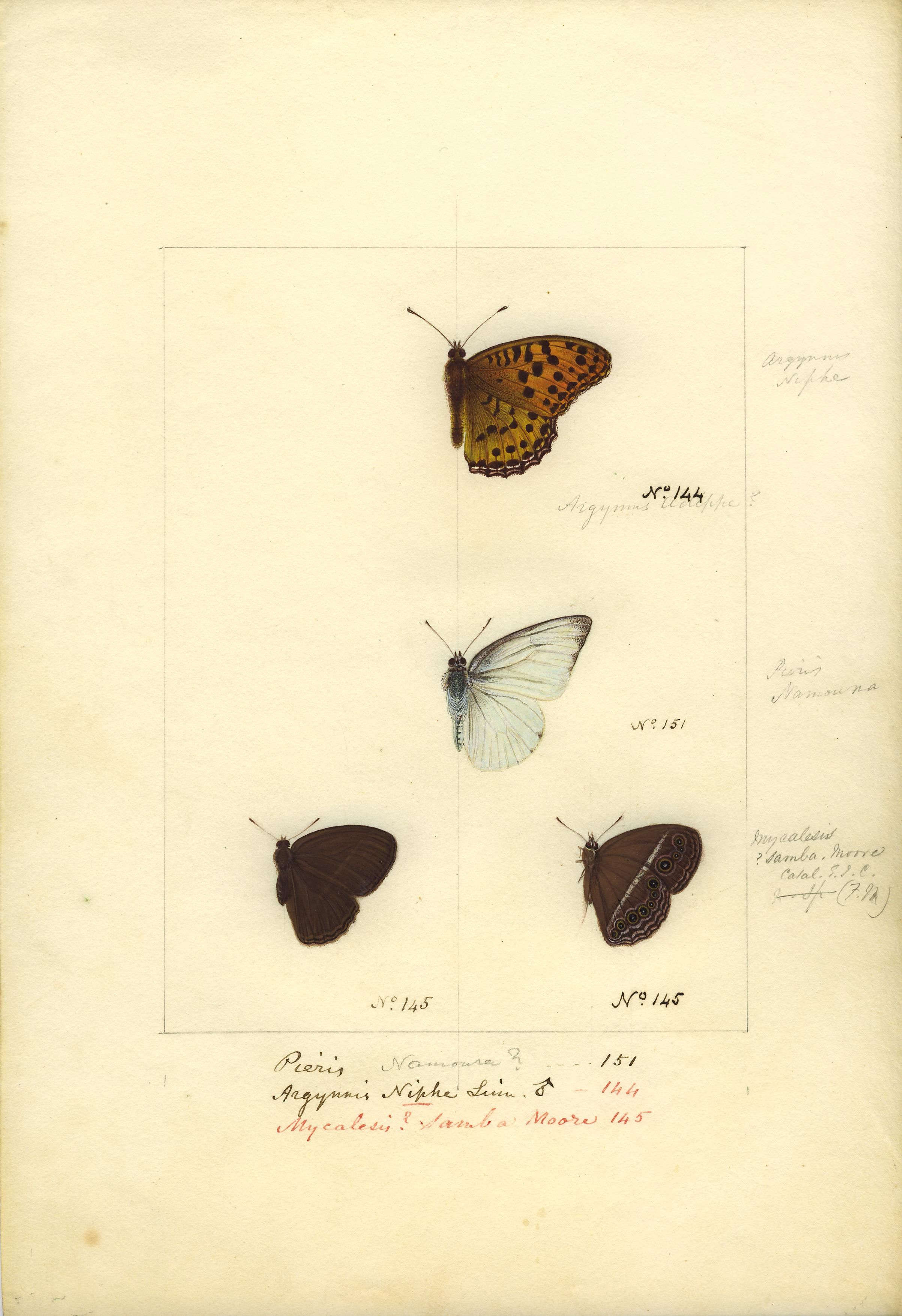

## Dottertaxa tillAppias, i alfabetisk ordning[1]
- Appias ada
- Appias aegis
- Appias albina
- Appias caeca
- Appias cardena
- Appias celestina
- Appias clementina
- Appias hombroni
- Appias inanis
- Appias indra
- Appias ithome
- Appias lalage
- Appias lalassis
- Appias leis
- Appias libythea
- Appias lucasii
- Appias lyncida
- Appias maria
- Appias mata
- Appias melania
- Appias nephele
- Appias nero
- Appias nupta
- Appias olferna
- Appias pandione
- Appias paulina
- Appias phoebe
- Appias remedios
- Appias tsurui
- Appias waltraudae
- Appias zarinda
- Appias zondervani